# Hazelaarvalkever
De hazelaarvalkever (Cryptocephalus coryli) is een keversoort uit de familie van de bladkevers (Chrysomelidae). De wetenschappelijke naam van de soort werd als Chrysomela coryli in 1758 gepubliceerd door Carl Linnaeus in de tiende editie van Systema naturae..